# ليونارد (اسم)
ليونارد (بالإنجليزية: Leonard)‏ هو اسم علم شخصي مذكر إنجليزي، لهذا الاسم أصل جرماني ومشتق من كلمة ليفون هارد أي الأسد الشجاع وله أصل غالي من كلمة لينين وألذي يعني العاشق أو المحبوب، لهذا الاسم أشكال أخرى في اللغات الأخرى مثل ليوناردو في الإسبانية والإيطالية والبرتغالية وليونهارد في الألمانية ولينارت في السويدية والهولندية والإستونية. يعتبر الاسم من الأسماء المقدسة عند المسيحيين نسبةً للقديس ليونارد دي نوبلات الفرنجي ألذي عاش في القرن السادس الميلادي.

## الشخصيات
- ليونارد كوهين مغني وشاعر كندي
- ليونارد كلينروك مهندس وعالم حواسيب أمريكي
- ليونارد أدليمان عالم حواسيب أمريكي
- ليونارد أورنستين فيزيائي هولندي
- ليونارد دوروفتي ملاكم روماني
- ليونارد تشيشير طيار حربي إنجليزي
- ليونارد لانس سياسي أمريكي
- ليونارد كرافيتز ممثل ومغني أمريكي
- ليونارد ملودينوف فيزيائي وكاتب سيناريو أمريكي
- ليونارد نيموي ممثل أمريكي
- ليونارد روبرتس ممثل أمريكي
- ليونارد روزنبلوت لاعب كرة قاعدة أمريكي
- ليونارد سسكيند فيزيائي أمريكي
- ليونارد ستون ممثل أمريكي
- ليونارد بلومفيلد لغوي أمريكي
- ليونارد برنستاين ملحن وعازف بيانو أمريكي
- ليونارد باتريك كومون عداء كيني
- ليونارد بار ممثل وكوميدي أمريكي
- ليونارد جيروم رجل أعمال أمريكي
- ليونارد جونسون لاعب كرة قدم أمريكية
- ليونارد داروين عالم وراثة أمريكي
- ليونارد روز موسيقي أمريكي
- ليونارد زوتا لاعب كرة قدم سويدي مقدوني
- ليونارد كويوكي لاعب كرة قدم كاميروني
- ليونارد ستييرت ملاكم بلجيكي
- ليونارد غراهام لاعب كريكت إنجليزي
- ليونارد غراي لاعب كرة سلة أمريكي
- ليونارد فريمان منتج تلفاز أمريكي
- ليونارد فرينش رسام أسترالي
- ليونارد فيني شاعر وصحفي أمريكي
- ليونارد فلويد لاعب كرة قدم أمريكية
- ليونارد فرازير مجرم أسترالي
- ليونارد فولك نحات أمريكي
- ليونارد كاري ممثل إنجليزي
- ليونارد كالفرت رسام إنجليزي
- ليونارد لاك مجرم أمريكي
- ليونارد ليشينغ ملاكم جنوب أفريقي
- ليونارد مان ممثل أمريكي إيطالي
- ليونارد موتشيولسكي قاد عسكري روماني
- ليونارد ميريديث متسابق دراجات هوائية بريطاني
- ليونارد مون لاعب كريكت إنجليزي
- ليونارد نيلسون رياضياتي وفيلسوف ألماني
- ليونارد هورويتز طبيب أسنان أمريكي
- ليونارد هو منتج أفلام هونغ كونغي
- ليونارد هويل كاتب جامايكي
- ليونارد هايفليك عالم تشريح أمريكي
- ليونارد هاسي مستكشف وعالم رصد جوي إنجليزي
- ليونارد هويل لاعب كريكت إنجليزي
- ليونارد وايت مؤرخ أمريكي
- ليونارد وولف صحفي بريطاني
- ليونارد وولي عالم آثار إنجليزي
- ليونارد وود قائد عسكري وسياسي أمريكي
- ليونارد ويلكوكس سياسي أمريكي
- ليونارد وايت
- ليونارد يوجين ديكسون رياضياتي أمريكي

### شخصيات خيالية
- ليونارد هوفستاتر إحدى شخصيات مسلسل نظرية الانفجار العظيم
- ليونارد سنارت أحد شخصيات دي سي كومكس